# Forschungsstation

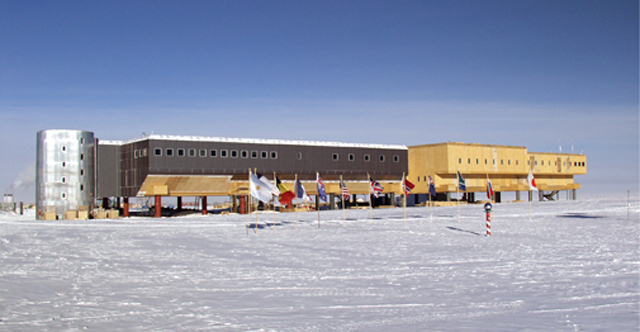
Amundsen-Scott-Südpolstation im Jahr 2006.

Eine Forschungsstation ist eine Einrichtung in schwer zugänglichen und oft unwirtlichen Gebieten (z. B. in der Arktis oder Antarktis, in Hochgebirgen, unberührten Regenwäldern oder Wüsten, sowie Unterwasser- und Raumstationen), in der wissenschaftliche Untersuchungen, Sammlung und Analyse örtlicher Vorkommen sowie die Durchführung von Experimenten stattfindet. In der Regel sind solche Stationen, die aus Laboren, Lagerräumen, Garagen und Wohngebäuden bestehen, nicht dauerhaft bewohnt, sondern dienen Wissenschaftlern während Forschungskampagnen als Arbeitsplatz und Unterkunft. Geografisch werden Forschungsstationen auf der Erde als Siedlungsinseln in den nicht nutzbaren Räumen der Erdoberfläche (Anökumene) der sogenannten Periökumene zugeordnet.
Nach ihrem Zweck verden verschiedene Arten von Forschungsstationen unterschieden: ornithologische, seismologische, glaziologische Stationen und andere. Biologische Forschungsstationen entstanden zum ersten Mal nach der Renaissance, als Naturforscher die Fauna und Flora eigener und neu entdeckter Gebiete erforschen wollten. Heute sind die Disziplinen mannigfaltig, die Forschungsstationen betreiben. Viele dieser Forschungsgebiete umspannen mehrere Kontinente oder sogar den gesamten Globus.
Forschungsstationen erfordern aufgrund ihrer isolierten Lage und oftmals lebensbedrohlicher Umweltbedingungen eine langwierige ausgeklügelte Planung, um die Sicherheit der Nutzer und die Einsatzfähigkeit der wissenschaftlichen Geräte zu gewährleisten. Die größte Herausforderung zur Realisierung erfordern Weltraumstationen. Bereits 1928 veröffentlichte der österreichische Ingenieur Herman Potočnik detaillierte Vorschläge aufgrund der damals bekannten Informationen. Es dauerte jedoch Dekaden, bis die erste Raumstation (Saljut 1, Sowjetunion 1971) verwirklicht wurde. Seither ist die Einrichtung von Weltraumstationen hauptsächlich das Ergebnis internationaler Zusammenarbeit, wie das Beispiel ISS zeigt.
Die Stationen zur Erforschung des Kontinents Antarktika wurden in ähnlicher Weise in internationaler Kooperation errichtet, um den dort herrschenden Bedingungen zu widerstehen. Hier wurden über die Jahre viele Anstrengungen unternommen, diese Stationen zu erhalten im Hinblick auf Schneeverwehungen, Erreichbarkeit und Korrosion.